# Overheid van België
Dit is een verwijspagina met een summiere uitleg om een gestructureerd overzicht te bieden.
De Belgische staatsstructuur is een complex geheel van verschillende overheidsinstanties met diverse functies en bevoegdheden verdeeld over verschillende territoriale eenheden die samen de (complexe) federale staat België uitmaken. 
In België geldt de scheiding der machten.

## Overzicht van de overheden
- Schematisch overzicht Federale indeling België is een tabel van de verschillende federale overheden van de wetgevende, uitvoerende en rechterlijke macht.

### Wetgevende macht van België

#### Federaal bicameraal Parlement
- Kamer van volksvertegenwoordigers
- Senaat

#### Regionale unicamerale parlementen
- Vlaams Parlement (Vlaamse Gemeenschap en Gewest)
- Waals Parlement (Waals Gewest)
- Brussels Hoofdstedelijk Parlement (Brussels Hoofdstedelijk Gewest)
- Parlement van de Franse Gemeenschap (Franse Gemeenschap)
- Parlement van de Duitstalige Gemeenschap (Duitstalige Gemeenschap)

### Uitvoerende macht van België

#### Federale regering
Als er wordt gesproken over de Belgische regering, wordt over het algemeen de federale regering bedoeld.
De Belgische federale regering bestaat uit de Koning, ministers en staatssecretarissen. De ministers vormen tezamen de ministerraad. De Koning zit deze officieel voor, maar doet dat in de praktijk niet meer (of bij wijze van ceremonieel). De persoonlijke medewerkers van de Koning, de ministers of de staatssecretarissen wordt diens kabinet genoemd, het Kabinet van de Koning.
Zie ook:
- Historische Lijst van Belgische nationale regeringen
- Historische Lijst van regeringsleiders van België
- Historische Lijsten van Belgische ministers

#### Regionale regeringen
- Vlaamse Regering (bevoegd voor zowel gewestelijke als gemeenschapsmateries)
- Waalse Regering (in principe enkel bevoegd voor gewestelijke materies, maar ook enkele gemeenschapsmateries)
- Brusselse Hoofdstedelijke Regering (enkel bevoegd voor gewestelijke materies)
- Franse Gemeenschapsregering (enkel bevoegd voor gemeenschapsmateries)
- Regering van de Duitstalige Gemeenschap (in principe enkel bevoegd voor gemeenschapsmateries, maar ook enkele gewestmateries)

Daarnaast hebben de drie Brusselse Gemeenschapscommissies (de Franse, Vlaamse en Gemeenschappelijke) elk een College dat een uitvoerend orgaan is, te vergelijken met een regering.

### Rechterlijke macht van België
- De Rechterlijke macht in België bestaat op het hoogste niveau uit:
  - Raad van State (hoogste administratieve rechtscollege)
  - Grondwettelijk Hof (toetsing formele wetten aan (delen van) de grondwet en de bevoegdheidsverdelende regels)
  - Hof van Cassatie (hoogste rechtscollege van de 'gewone' hoven en rechtbanken)

## Ministeries en departementen
- Lijst van Belgische ministeries: Overzicht van de verschillende ministeries in België
  - Federale Overheidsdienst (FOD): Federale ministeries, zij voeren het beleid van de Federale regering uit.
  - FOD Kanselarij: Deze FOD ondersteunt de eerste minister.
- Lijst van de Gewestelijke en Gemeenschapsministeries: Deze ministeries voeren het beleid uit van de regionale regeringen.

## Belgische staatsbedrijven (semioverheid)

### Federale Overheid
- Belfius: bank- en verzekeringsgroep.
- Nationale Bank van België: centrale bank van België
- bpost: postbedrijf van de Belgische staat.
- Infrabel: de spoorwegbeheerder van België.
- Nationale Maatschappij der Belgische Spoorwegen (NMBS): naamloze vennootschap die in opdracht van de Belgische federale overheid treindiensten exploiteert.
- NMBS-Holding: koepelorganisatie van de Belgische spoorwegen.
- Proximus: telecommunicatiegroep.
- Federale Participatie- en Investeringsmaatschappij (FPIM): de investeringsmaatschappij van de federale overheid die tevens instaat voor het centraal beheer van overheidsparticipaties.

### Vlaamse Overheid
- Vlaamse Radio- en Televisie (VRT): de Nederlandstalige publieke omroep.
- Vlaamse Vervoermaatschappij (De Lijn): openbaar vervoer met bussen en trams.
- Openbare Vlaamse Afvalstoffenmaatschappij (OVAM): afvalverwerkingsbedrijf.

### Brusselse Overheid
- Maatschappij voor het Intercommunaal Vervoer te Brussel (MIVB): vervoerbedrijf dat stads- en streekvervoer exploiteert in de 19 gemeenten van het Brussels Hoofdstedelijk Gewest en een klein deel van Vlaams-Brabant, in opdracht van het Brussels Hoofdstedelijk Gewest.

### Waalse Overheid
- Opérateur du Transport de Wallonie (Transport en commun, TEC): vervoerbedrijf dat stads- en streekvervoer exploiteert in Wallonië in opdracht van het Waals Gewest.
- Office wallon des déchets: het Waalse equivalent van de Vlaamse OVAM.

### Franse Gemeenschapsoverheid
- Radio-Télévision belge de la Communauté française (RTBF): de Franstalige publieke omroep

### Duitstalige Gemeenschapsoverheid
- Belgischer Rundfunk (BRF): de Duitstalige publieke omroep.